# Jean-Baptiste Pater

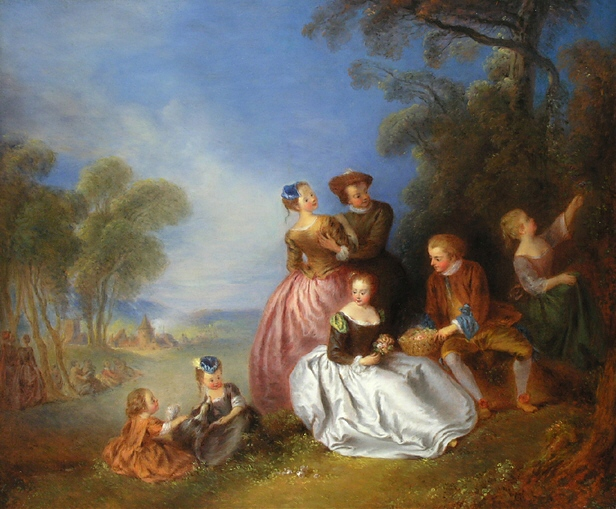
Jean-Bapstiste Pater Familjeutlfykt

Jean-Baptiste Pater, född 29 december 1695 i Valenciennes, Frankrike, död 25 juli 1736 i Paris, var en fransk rokokomålare.

## Biografi
Pater var son till en skulptör och blev lärjunge till rokokons främste målare Watteau och blev, med lätt och ljus pensel, en typisk representant för 1700-talets galanta hållning i konten, liksom sin samtida Nicolas Lancret. Utan att konstnärligt stå högre än Watteau och Lancret har han ofta ett mer distansfyllt förhållande till konsten och ofta en humoristisk ton i sina bilder. Han är främst representerad på Sanssouci, där Fredrik II av Preussen samlade 37 av hans målningar. På Nationalmuseum finns Badande sällskap i en park och Den bedragne äkta mannen. Pater har även gjort illustrationer till Paul Scarrons Roman comique och Jean de La Fontaines Contes.